# 大雪无痕
《大雪无痕》是2001年首播的中国大陆电视剧，由雷献禾、康宁执导，陆天明编剧，任程伟、曹颖、何政军等主演，改编自陆天明同名长篇小说。